# Le Somnambule (téléfilm)
Pour les articles homonymes, voir Le Somnambule (homonymie) et Meurtres en sommeil.
Pour plus de détails, voir Fiche technique et Distribution.
Le Somnambule ou Meurtre en sommeil (The Sleepwalker Killing, litt. « Le somnambule qui tue ») est un téléfilm dramatique américain coproduit et réalisé par John Cosgrove, diffusé en 1997. Il s’agit de l’adaptation du livre The Sleepwalker de June Callwood (1991) et d’un fait réel tiré de l’émission américaine Les Enquêtes extraordinaires (Unsolved Mysteries).

## Synopsis
Lauren Schall est en état de choc lorsqu’elle apprend que Marc, son mari, est le principal suspect du meurtre de sa mère. En effet, toutes les preuves indiquent que la nuit précédente, il aurait grièvement blessé son beau-père et battu sa belle-mère à mort. Mais, au petit matin, en découvrant les corps et ses propres mains ensanglantées, Marc doit admettre sa culpabilité, même s'il n'a en revanche aucun souvenir des faits et ne comprend pas son geste. La police remet en doute cette perte de mémoire et le place en état d’arrestation. Il est inculpé de meurtre. Son avocate pense qu'il faisait une crise de somnambulisme au moment du crime et développe cette ligne de défense lors du procès qui s'ensuivra. 
Pour sa part, Lauren reste dubitative et ne sait que faire : doit-elle soutenir son mari, au risque de perdre la relation qu’elle entretient avec sa famille en deuil ? Ou au contraire, doit-elle laisser la justice suivre son cours, et affronter sa propre culpabilité et le regard de leur fille si Marc s’avérait innocent ?

## Fiche technique
Sauf indication contraire, les informations mentionnées dans cette section peuvent être confirmées par la base de données cinématographiques IMDb,  présente dans la section « Liens externes ».
- Titre original : The Sleepwalker Killing
- Titres français : Le Somnambule
- Réalisation : John Cosgrove
- Scénario : Lyle Slack, d’après le livre The Sleepwalker de June Callwood (1991)
- Direction artistique : Michael Novotny
- Costumes : Dorothy Amos
- Photographie : Eric Van Haren Noman
- Montage : Edward A. Warschilka
- Musique : Gary Malkin
- Production : John Cosgrove et Terry Dunn Meurer ; Lyle Slack (déléguée)
- Sociétés de production : Cosgrove/Meurer Productions ; World International Network (coproduction)
- Sociétés de distribution : NBC (États-Unis) ; TF1 Distribution (France)
- Pays d'origine :  États-Unis
- Langue originale : anglais
- Format : couleur – 1,33 : 1 – 35 mm – son Stéréo
- Genre : drame
- Durée : 97 minutes
- Premières de diffusion :
  - États-Unis : 28 avril 1997 sur NBC
  - France : 19 novembre 2004 sur TF1

## Distribution

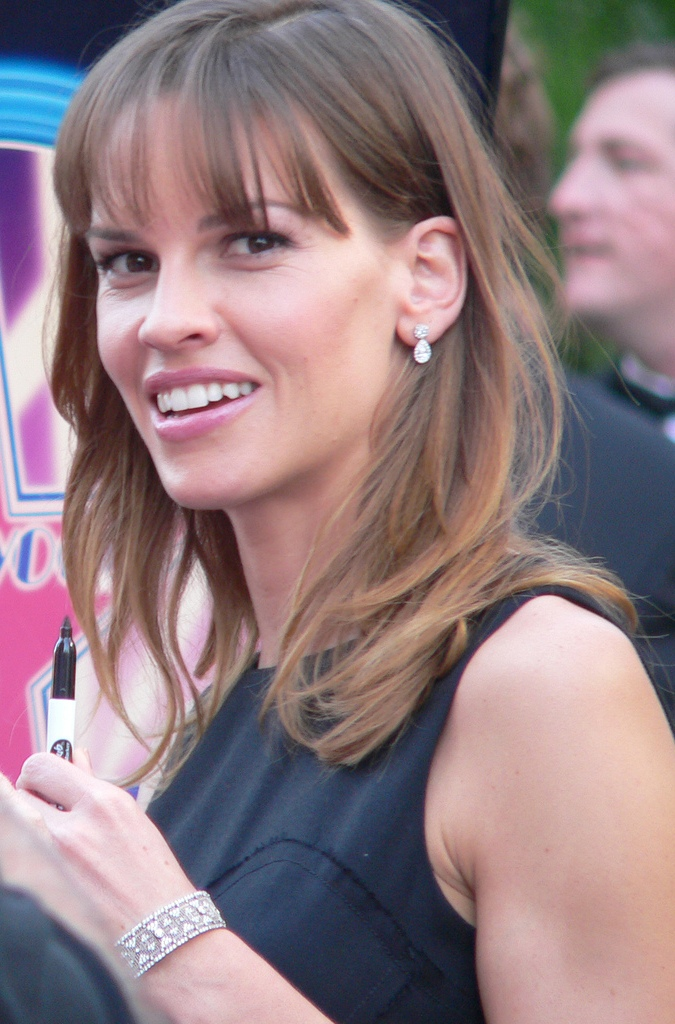
Hilary Swank en 2007.

- Hilary Swank (VF : Caroline Jacquin) : Lauren Schall
- Jeffrey Nordling (VF : Gérard Darier) : Le détective Lloyd Boyko
- Charles Esten (VF : Guillaume Orsat) : Mark Schall, l'époux de Lauren
- Natalia Nogulich : l'avocate Brooke McAdam
- Lisa Darr : Le procureur Mary Ellen Matulu
- Sean Murray (VF : Olivier Jankovic) : Christopher Lane, le frère de Lauren
- Victor Love : le détective Ike Nolan
- Marisa Coughlan : Tanya Lane, la sœur de Lauren
- Sam Anderson : Roth Lane, le père de Lauren
- Julianna McCarthy : Eileen Hunter
- Joel Polis : l'assistant attorney Jimmy
- John Rubinstein : le docteur Frank Corrigan